# ژانگ رونگفانگ
ژانگ رونگفانگ (انگلیسی: Zhang Rongfang؛ زادهٔ ۱۵ آوریل ۱۹۵۷) بازیکن والیبال اهل چین است.
وی در مسابقات کشوری و بین‌المللی در مجموع برندهٔ ۳ مدال طلا شده‌است.